# Velfærdsøkonomi
Velfærdsøkonomi (også kaldet velfærdsteori) er en gren af mikroøkonomien, som forsøger at definere og måle et samfunds samlede velfærd (forstået som både materielle og immaterielle værdier). Velfærdsøkonomi analyserer alternative måder, hvorpå samfundets produktion og allokering af varer og tjenester kan arrangeres og forsøger at identificere, hvilke former for økonomisk politik der fører til et optimalt udfald. Velfærdsøkonomi handler om, hvordan man kan forbedre tilstanden i verden/økonomien, dvs. øge mængden af velfærd, og har dermed en normativ karakter i modsætning til positiv eller deskriptiv økonomi.

## Historie
Velfærdsøkonomiens oprindelse kan spores tilbage til Adam Smith, der indførte metaforen ”den usynlige hånd” om markedsmekanismen, der under de rette forhold (kendt som fuldkommen konkurrence) fører til en hensigtsmæssig afbalancering af forbrugernes ønsker om forsyning og producenternes beslutning om at producere de pågældende varer og tjenester.
Med udbredelsen af neoklassisk økonomisk teori og ikke mindst Vilfredo Paretos og Leon Walras’ arbejde blev en mere systematisk diskussion af problemerne mulig. Pareto gav således navn til begrebet Pareto-optimalitet, et centralt begreb indenfor velfærdsøkonomien. I 1930’erne blev området en selvstændig økonomisk disciplin med navnet velfærdsøkonomi (engelsk welfare economics), og i midten af 1950’erne fik området sin endelige afrunding og matematiske formulering. Et helt afgørende hovedresultat var Kenneth Arrow og Gérard Debreus bevisførelse for velfærdsøkonomiens første hovedsætning.

## Afvejning mellem efficiens og fordeling
Et centralt tema i velfærdsøkonomien er forholdet mellem økonomisk efficiens og fordelingsmæssige overvejelser. Begge dele vil ofte være vigtige for samfundets beslutningstagere, men kan i en række tilfælde stride imod hinanden, sådan at et tiltag, der fremmer den samfundsøkonomiske efficiens, samtidig fører til en mere uønsket fordeling af goderne, og omvendt.

## Samfundsvelfærdsfunktioner
I velfærdsøkonomiske problemstillinger bruger man ofte en samfundsvelfærdsfunktion til at illustrere betydningen af såvel denne som andre afvejninger. En samfundsvelfærdsfunktion beskriver størrelsen af den samlede velfærd i befolkningen, typisk som en funktion af de enkelte indbyggeres nytte. En given samfundsvelfærdsfunktion kan bruges til at vurdere forskellige tiltag: Hvis de forøger samfundsvelfærdens værdi, er de gavnlige og bør anbefales, hvis de formindsker den, er de skadelige og bør frarådes. Begrebet blev indført i en artikel i 1938 af Abram Bergson, der ofte omtales som "banebrydende" for den økonomiske velfærdsforskning.

## Allokering
I princippet kan man forestille sig, at man også ved andre allokeringsmekanismer, f.eks. en central planøkonomi, kan skabe en Pareto-optimal situation. Det ville imidlertid kræve meget store mængder information om borgernes behov og producenternes teknologiske formåen, som i praksis vil være vanskelig at fremskaffe. Aktørerne i en decentral markedsøkonomi behøver i modsætning hertil meget få informationer, for at markedsmekanismen skal kunne fungere tilfredsstillende. En af de store fordele ved en decentral markedsøkonomi er derfor de sparsomme krav til information, som den stiller, som bl.a. Nobelpristageren Leonid Hurwicz påviste i sit arbejde.

## Velfærdsøkonomiens hovedsætninger
Nogle af de centrale resultater er blevet opsummeret i velfærdsøkonomiens to hovedsætninger, som ofte betragtes som det helt centrale grundlag for mikroøkonomisk teori. Kort fortalt siger hovedsætningerne, at
1. En markedsøkonomi med fuldkommen konkurrence er efficient (Pareto-optimal)
2. Enhver efficient allokering kan frembringes af en markedsøkonomi med fuldkommen konkurrence suppleret med en passende omfordeling af resurserne (f.eks. indkomsterne) i samfundet

Den første hovedsætning leverer det teoretiske fundament for Adam Smiths verbalt formulerede forestilling om ”den usynlige hånd”: Markedsmekanismen er, når betingelserne for fuldkommen konkurrence er opfyldt, meget effektiv til at allokere resurserne i en markedsøkonomi. En markedsøkonomi sikrer imidlertid ikke, at fordelingen af goderne er i overensstemmelse med det, befolkningen opfatter som rimeligt. Den anden hovedsætning omhandler forholdet mellem efficiens og fordeling. Den siger, at man i princippet kan opnå enhver Pareto-optimal fordeling af goderne, man måtte ønske, ved at starte med at fordele resurserne i økonomien på en bestemt måde, og derefter overlade til markedet at sørge for, at allokeringen bliver efficient. Den anden hovedsætning siger dermed, at der ikke behøver at være nogen modsætning mellem fordelings- og efficienshensyn. Betingelserne for denne hovedsætning kan dog anses for at være restriktive; således forudsætter den tilstedeværelsen af forvridningsfri beskatnings- og overførselsmuligheder (såkaldte lumpsum-overførsler).
Somme tider nævnes Arrows umulighedsteorem som velfærdsøkonomiens tredje grundlæggende teorem. Indholdet i dette teorem er, at når vælgere kan vælge mellem mindst tre forskellige muligheder, findes der ikke noget valgsystem, som kan sikre en logisk afgørelse, der samtidig opfylder nogle bestemte rimelige kriterier.

## Anvendelser
Velfærdsøkonomi beskæftiger sig også med praktiske løsninger på, hvordan en given markedsøkonomi kan forbedres. Principper fra velfærdsøkonomien finder således anvendelse i en række anvendte økonomiske discipliner som eksempelvis sundhedsøkonomi, miljøøkonomi og transportøkonomi. Problemstillingerne drejer sig ofte om at korrigere virkningen af markedsfejl som tilstedeværelsen af markedsmagt, eksternaliteter, offentlige goder eller asymmetrisk information. Afhængigt af markedsfejlens karakter kan den elimineres ved forskellige former for offentlig indgriben (f.eks. pålægning af en særlig skat - en såkaldt Pigou-afgift - ved en negativ eksternalitet eller et tilsvarende subsidium ved en positiv eksternalitet).

## Nogle eksempler på velfærdsøkonomisk tankegang

### Basale definitioner
Reservationsprisen (betalingsvilligheden) er udtryk for en forbrugers betalingsvillighed for en given vare på et givet marked. Det er altså det maksimale beløb forbrugeren vil betale for varen, og antages derfor at måle, hvor højt forbrugeren selv værdsætter varen. Det antages, at forbrugerne handler rationelt, og forbrugerne derfor bedre end et objektivt mål kan bedømme, hvor meget de får ud af at købe en given vare.
Forbrugeroverskuddet er summen af forskellen på alle forbrugernes reservationspriser og ligevægtsprisen. Måler altså (i penge) forbrugernes nettogevinst ved at købe en mængde vare. Forbrugeroverskuddet kan i et udbuds/efterspørgsels-diagram fortolkes som arealet mellem efterspørgselskurven, prisen og 2. aksen.
Producentoverskuddet er summen af forskellen på alle producenternes samlede produktionsomkostninger (målt som alternativomkostninger) og ligevægtsprisen. Måler altså (i penge) producenternes nettogevinst ved at sælge en mængde vare. Producentoverskuddet kan i et udbuds/efterspørgsels-diagram fortolkes som arealet mellem udbudskurven, prisen og 2. aksen.

### Den aggregerede velfærd
Den aggregerede velfærd er summen af producent- og forbrugeroverskuddet plus eller minus konsekvenser af evt. indtægter til staten eller internalisering af eksternaliteter. I et udbuds/efterspørgselsdiagram kan den aggregerede velfærd aflæses som trekanten mellem udbudskurven, efterspørgselskurven og 2. aksen.
Da købers pris og sælgers pris på et ureguleret marked er den samme, gælder det at:
Samlet velfærd = (Købernes reservationspris – beløb betalt for varen) + (beløb modtaget for varen – produktionsomkostningerne) = Købernes reservationspris – produktionsomkostningerne
Efficiens: En ressources allokering kaldes efficient, hvis den samlet set maksimerer den aggregerede velfærd.
Fair fordeling: En ressources allokering kaldes fair (eller lige), hvis der en retfærdig fordeling af ressourcerne. Hvad der er retfærdigt er et normativt spørgsmål.

### Markedsligevægten
To vigtige egenskaber karakteriserer markedsligevægten:
1. Det er køberne med de højeste reservationspriser, som får lov at købe.
2. Det er sælgerne med de laveste produktionsomkostninger, som bliver ført sammen med efterspørgerne.
Den aggregerede velfærd kan ikke stige eller falde ved, at det samlede overskud fordeles anderledes mellem købere og producenter. Det er heller ikke muligt at hente en velfærdsgevinst ved at ændre mængden. 1) Hvis mængden bliver mindre end ligevægtsmængden, vil der være et urealiseret overskud. 2) Hvis mængden bliver større end ligevægtsmængden, vil de sidste enheder bidrage negativt til den positive velfærd.
Markedsligevægten er altså efficient. I praksis er markedsligevægten dog ikke upåvirket. Typisk er prisregulering og skat også vigtige faktorer (se nedenfor).

### Teknologiske forbedringer
Velfærdsteorien giver indsigt i hvem der drager fordel af teknologiske forbedringer – og i hvor høj grad. En teknologisk forbedring sænker produktionsomkostningerne. Dette får udbuddet til at stige og rykker udbudskurven mod højre. Alt andet lige vil dette få ligevægtsprisen til at falde og ligevægtsmængden til at stige.
Det ses, at forbrugerne vinder på den teknologiske forbedring. De eksisterende forbrugere får B og C og nye forbrugere får D. Producenterne mister B, men vinder til gengæld F (til eksisterende producenter) og G (til nye producenter). Hvornår producentoverskuddet er størst kan derfor ikke afklares entydigt, men afhænger bl.a. af kurvernes hældning og skæring med aksen. Det er dog sikkert, at den aggregerede velfærd stiger(med arealerne C+D+F+G).
En teknologisk forbedring i produktionen af en vare har dog også betydning på andre markeder, hvor der handles med hhv. substitutter og komplementer til den pågældende vare.
- På et marked med substitutter vil efterspørgslen falde og både forbrugeroverskudet og producentoverskuddet – og derved den aggregerede velfærd – blive mindre.
- På et marked med komplementer vil efterspørgslen stige, hvilket gavner producenterne (plus B og E), mens udfaldet for forbrugerne ikke er entydigt (mister B, men får D). Den samlede effekt på den aggregerede velfærd er en stigning på E+D.

Denne positive spillover-effekt på komplementærvarer er ret berømt, og giver f.eks. en forklaring på, hvorfor Bill Gates er en af verdens rigeste personer. Bill Gates' software er et eksempel på en komplementærvare til PCere, som jo har oplevet markante prisfald gennem de sidste mange år.

### Skat
Prisregulering og skat kan have stor betydning for både fordelingen og størrelsen af den samlede velfærd. Det mest simple er, at se på en stykskat, som er kendetegnet ved, at skattens størrelse er ens for alle aktører. En proportional skat har nogenlunde samme effekter, mens konsekvensen af regressive og progressive er mere avancerede at analysere. Om skatten lægges på udbudssiden eller efterspørgslen er ligegyldigt, da skatteincidensen er den samme.
Inden skat:
- Forbrugeroverskud: A + B + C
- Producentoverskud: D + E + F
- Statens skatteprovenu: 0
- Samlet velfærd: A + B + C + D + E + F

Efter skat:
- Forbrugeroverskud: A
- Producentoverskud: F
- Statens skatteprovenu: B + D
- Samlet velfærd: A + B + D + F

Forskel på før og efter skat:
- Forbrugeroverskud: -(B+C)
- Producentoverskud: -(D+E)
- Statens skatteprovenu: +(B+D)
- Samlet velfærd: – (C+E)

Samlet set medfører skatten et velfærdstab på -(C+E). Dette velfærdstab kaldes dødvægtstabet. Hvor stor dette dødvægtstab er, afgøres af:
1) Udbudets og efterspørgslens elasticitet – jo mere elastisk enten udbudskurven eller efterspørgskurven er, nu større er dødvægtstabet. Heraf kan det dog ikke direkte sluttes, at det er bedst kun at lægge skat på uelastiske varer, da dette især omfatter livsnødvendigheder som for eksempel insulin.
2) Skattens størrelse – dødvægtstabet afhænger af skattens størrelse.
Dødsvægtstabet opstår fordi en skat forvrider de økonomiske aktørers handlinger incitamenter. Derfor kaldes dødsvægtstabet også forvridningstabet. Et eksempel på en skat, der ikke medfører en forvridning, er en lumpsumskat, som folk skal betale, uafhængig af deres forbrug, arbejdstid eller indkomst og derfor ikke har nogen indflydelse på deres handlinger. En eksempel på en sådan skat er Margaret Thathcers poll-tax fra 1980’erne. En sådan skat kan dog være med til at skabe negativ omfordeling, da den rammer relativt hårdest hos lavindkomstgrupper.

#### Lafferkurven
Ideen bag Lafferkurven, som blev opfundet af Arthur Laffer, er:
1) Ved en skatteprocent på 0% vil der intet provenu være
2) Ved en skatteprocent på 100% vil der intet provenu være
3) I takt med at skatten hæves vil der være et trade-off mellem det fald i mængden og det ekstra skatteprovenu pr. enhed en større skat giver. Det afspejler sig i, at skatteindtægten kan beregnes som arealet af en firkant med skattens størrelse og den solgte mængde på markedet, som de to sider, mens at dødvægtstabet kan beregnes som arealet af en trekant med skattens størrelse som grundlinje og den oprindelige solgte mængde på markedet minus den solgte mængde på markedet efter skatten som højde. Heraf kan der konkluderes tre ting:
- Dødvægtstabet vil altid vokse med en større skat, da det altid vil øge differensen mellem den solgte mængde før og efter skat.
- Dødvægtstabet vil altid vokse hurtigere end skatteindtægten, da sidste nævnte lider under den mindre solgte mængde efter skat, mens det bidrager til førstnævnte.
- Skatteindtægten kan begynde at falde ved en skattestigning, når skatten i forvejen er høj, da dette procentvist vil føre til et stort fald i den solgte mængde i forhold til før skattestigningen.

Om Laffer-kurven findes i virkeligheden er meget omdiskuteret, da der har været flere mislykkede forsøg på at bevise den empirisk.

### Subsidie
En måde at understøtte producenterne i et givet erhverv, er ved at give et subsidie. Ligesom med skat betyder dette, at der føres en kile ind mellem det som forbrugerne betaler, og det som udbyderne modtager. Nu er det blot forbrugernes pris, som er mindre end udbydernes pris.
Følgende ændringer fås:
Forbrugeroverskud: +(C+F)
Producentoverskud: +(B+E)
Statens udgifter til subsidie: – (B+C+E+F+G)
Samlet -G
Subsidiet medføret altså et dødvægtstab, hvilket skyldes, at de nye enheder, som nu produceres, bidrager negativt til velfærden, fordi forbrugernes reservationspris er lavere end producenternes omkostninger.

### Handel
Handel er en helt afgørende del af dagens økonomiske system. Ud fra et velfærdsteoretisk standpunkt, hvor det antages, at det pågældende land er for lille til at påvirke verdensmarkedsprisen, kan man i udgangspunktet forestille sig tre tilfælde:
1) Verdensmarkedsprisen lig med den indenlandske ligevægtspris
2) Verdensmarkedsprisen over den indenlandske ligevægtspris
3) Verdensmarkedsprisen under den indenlandske ligevægtspris
Det første tilfælde er ret uinteressant, da der ingen handel vil finde sted, fordi at ingen har fordel i hverken at købe i eller sælge til udlandet. I det andet tilfælde bliver landet derimod eksportør, mens landet i det tredje tilfælde bliver importør.

#### Eksportør
Som eksportør kommer en større del af udbudskurven populært sagt i aktion, da flere producenter med den højere verdenspris kan træde ind på markedet. Det afspejles i området D. Set fra forbrugernes synsvinkel kommer de dog til at betale en højere pris, og nogen handler slet ikke på markedet. Forbrugeroverskuddet falder derfor med området B, som i stedet bliver en del af producentoverskuddet.
Samlet set har vi altså:
- Forbrugeroverskud: -B
- Producentoverskud: +(B+D)
- Dvs. samlet: +D

Landets samlede velfærd er altså blevet større og i princippet burde vinderne kunne kompensere taberne og stadig tjene på det.

#### Importør
Som importør kommer en større del af efterspørgselskurven populært sagt i aktion, da en ny gruppe forbrugere på grund af den lave pris, får mulighed for at træde ind på markedet. Det afspejles i området D. Samtidig bliver prisen på hjemmemarkedet dog presset ned, hvilket går udover de indenlandske producenter, som får en lavere pris for deres vare, og nogle må stoppe helt med at producere. Producentoverskuddet falder derfor med området B, som i stedet går over til forbrugerne.
Samlet set har vi altså:
- Producentoverskud: -B
- Forbrugeroverskud: +(B+D)
- Dvs.samlet: +D

Landets samlede velfærd er altså blevet større, og i princippet burde vinderne kunne kompensere taberne og stadig tjene på det.

### Importtold
En told på importerede vare indføres typisk kun i tilfælde, hvor landet er importør, og det er sjældent, at told har så stor betydning, at landet i stedet direkte bliver eksportør. Derfor kan en importtold typisk illustreres ved, som på figuren, at verdensmarkedsprisen går op.
I første omgang betyder dette, at de indenlandske producenter kan sælge mere, da konkurrencen fra udlandet er mindre. Forbrugernes pris går dog op, hvilket gør at der samlet set handles mindre. Til gengæld får staten nogle importindtægter.
Velfærdsmæssigt er forskellen får og efter importtolden altså:
Samlet set har vi altså:
- Producentoverskud: +C
- Forbrugeroverskud: -(C+D+E+F)
- Told indtægter fra staten: +E
- Dvs. samlet: -(D+F)

Dødvægtstabet opstår altså af to grunde:
1) Der er nogle indenlandske producenter, der producerer, selvom producenterne på verdensmarkedet er mere effektive.
2) Told, der forhøjer verdensmarkedsprisen, forhindrer nogle forbrugere i at deltage på markedet.
På trods af det samlede velfærdstab vinder producenterne altså på det, hvilket er en vigtig årsag til, at der på trods af de negative velfærdseffekter til tider alligevel indføres importtold.

### Importkvoter
I stedet for importtold kan importkvoter, som staten sælger til en given pris, bruges som alternativ. En importkvote kan illustreres i et udbuds- og efterspørgselsdiagram ved at parallelforskyde udbudskurven til højre med kvotens størrelse. Herefter kan den nye ligevægtspris- og mængde bestemmes. Statens indtægter illustreres klarest når man husker, at områderne D og F har samme størrelse, da statens indtægter så fremstår som en firkant.
Importkvoten betyder, at den samlede markedsudbudskurve, ikke fortsætter langs verdensmarkedsprisen, men derimod brækker den og følger de indenlandske producenters udbudskurve når importkvoten er brugt op.
Samlet set har vi altså:
- Producentoverskud: +C
- Forbrugeroverskud: -(C+D+E+E´´+F)
- Kvoteindtægter for staten: +(E+E´´)
- Dvs. samlet: -(D+F)

Velfærdseffekterne ved en importkvote er altså meget lig effekterne af en importtold.

### Eksportsubsidier
For at styrke eksporten indføres der til tider eksportsubsidier. Hermed stiger den verdensmarkedspris producenterne står overfor, mens at det intet ændrer for forbrugerne. Velfærdseffekterne af eksportsubsidier fremstilles mest simpelt når landet i forvejen er eksportør.
Samlet set har vi altså:
- Producentoverskud: +(B+D)
- Forbrugeroverskud: Uændret
- Statens udgifter til subsidier: -(B+D+F)
- Dvs. samlet: -F

Mens at landets samlede velfærdsudbytte af eksportsubsidiet er negativt, tjener producenterne på det, hvilket er grunden til, at det til tider indføres. Dødsvægtstabet opstår på trods af den øgede eksport, da statens udgifter til subsidiet er større end den ekstra velfærd fra eksport.

### Kritik af den klassiske velfærdsteori
Den klassiske velfærds teori er blevet angrebet på en række punkter:
1. Den antager blindt et marked med fuldkommen konkurrence, hvilket i virkeligheden er en sjældenhed. Markedsmagt kan gøre markeder inefficiente, da det forhindrer, at der findes en ligevægt mellem udbud og efterspørgsel.
2. Der tages ikke højder for eksternaliteter. Dvs. der ikke tages højde for at køberes og sælgeres handlinger på markedet kan påvirke folk udenfor markedet. Agenterne på markedet tager ikke højde for disse påvirkninger, og de indregnes derfor ikke når ligevægts-pris og mængde findes. Skatter, eksportsubsidier oma. kan – selvom de i sig selv skaber et dødvægtstab – medvirke til at internalisere eksternaliteter, hvorved den samlede velfærdseffekt alligevel er positiv.
3. Den pengefokuserede definition af velfærd tager ikke højde for moralske aspekter og etik. Salg af organer er et eksempel på et marked, der ifølge velfærdsteorien burde være frit, men som de færreste folk ønsker skal være det.
4. Begrebet om købernes betalingsvillighed er blevet kritiseret for i høj grad i stedet at være udtryk for betalingsmulighed. Det påpeges, at en konsekvens af teoriens ide om reservationsprisen er, at AIDS-medicin for eksempel er mere værd for en rig vesterlænding end for en fattig afrikaner, da førstenævnte kan betale mere (og derfor har en højere reservationspris, mens produktionsomkostningerne er de samme).